# Phaeomoniella chlamydospora
Phaeomoniella chlamydospora är en svampart som först beskrevs av W. Gams, Crous, M.J. Wingf. & Mugnai, och fick sitt nu gällande namn av Crous & W. Gams 2000. Phaeomoniella chlamydospora ingår i släktet Phaeomoniella och familjen Herpotrichiellaceae.   Inga underarter finns listade i Catalogue of Life.